# 프랭키와 자니
프랭키와 자니(Frankie And Johnny)는 미국에서 제작된 프레더릭 드 코르도바 감독의 1966년 코미디 영화이다. 엘비스 프레슬리 등이 주연으로 출연하였고 에드워드 스몰 등이 제작에 참여하였다.

## 출연

### 주연
- 엘비스 프레슬리
- 도나 더글라스

### 조연
- 해리 모건
- 수 앤 랭돈
- 낸시 코박
- 오드리 크리스티
- 로버트 스트라우스
- 조이스 제임슨
- 안소니 에이슬리

## 제작진
- 의상: 그웬 웨이크링